# یوام‌ام آلتر ۲۰۰۰
یوام‌ام آلتر ۲۰۰۰ (UMM Alter 2000) خودرویی است که در سال‌های ۲۰۰۰ تا ۲۰۰۴تولید شده‌است.
این خودرو در کلاس خودروی بیابانگرد قرار گرفته، طراحی آن خودروهای موتور جلو-محور عقب  و خودرو چهار چرخ محرک بوده‌است. سیستم جعبه‌دندهٔ آن ۵ دنده به صورت دستی است.